# (9833) Rilke
(9833) Rilke est un astéroïde de la ceinture principale.

## Description
(9833) Rilke est un astéroïde de la ceinture principale. Il fut découvert le 17 février 1979 à Tautenburg par Freimut Börngen. Il présente une orbite caractérisée par un demi-grand axe de 3,28 UA, une excentricité de 0,21 et une inclinaison de 1,8° par rapport à l'écliptique.
Il est nommé d'après l'écrivain autrichien Rainer Maria Rilke.

## Compléments